# Bestandsplan

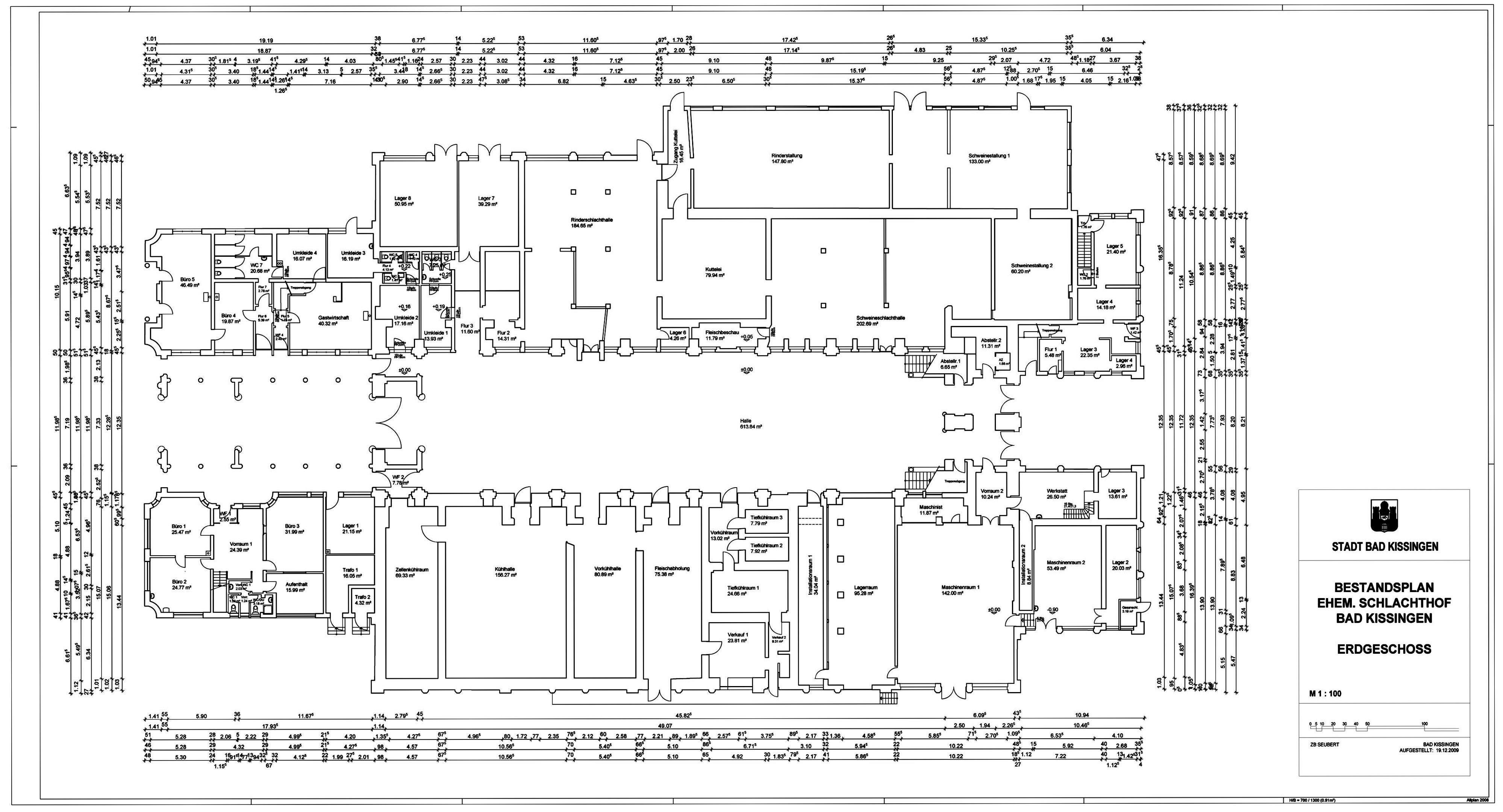
Bestandsplan des ehemaligen Schlachthofes Bad Kissingen, Erdgeschoss (2010)

Ein Bestandsplan ist ein Plan, der den aktuellen Bestand der natürlichen Erdoberfläche und der künstlichen Bauten darstellt. Je nach Zweck kann der Bestandsplan unterschiedliche Inhalte haben:
- Naturbestand: enthält alle natürlichen Gegebenheiten (Gelände, Vegetation) und die allgemeinen künstlichen Anlagen (Straßen, Bauwerke usw.)
- Leitungsbestand: enthält Leitungen oder Kanäle und dazugehörige Objekte (Schächte, Masten usw.). Zusätzlich ist zur Orientierung auch der Naturbestand enthalten, oft in vereinfachter Form

Je nach Zweck des Plans kann dieser unterschiedliche Maßstäbe haben. Üblich sind Maßstäbe von 1:200, 1:250, 1:500 oder 1:1000. Im Architektur- und Haustechnikbereich werden teilweise auch größere Maßstäbe verwendet.
Der Bestandsplan dient einerseits zur Darstellung der aktuellen Situation (z. B. als Leitungsdokumentation) oder als Grundlage zur Planung von Neu- oder Umbauten.
Bestandspläne sind aber auch Pläne von Häusern und Wohnungen die zum Zweck der Bestandserfassung 
nach örtlichem Aufmaß erstellt werden. Diese Pläne werden für u. a. Modernierungsplanungen als Grundlage genutzt, sowie bei der Umwandlung in Eigentum (Abgeschlossenheitsbescheinigung).